# レイコ・キーファート
レイコ・キーファート（REIKO KEIFERT）は、ハワイの経営者。国際結婚・国際恋愛の専門家。
アーク・ホールディングス（ark HOLDINGS, INC.）の最高経営責任者CEO。

## 略歴
岐阜県生まれ、1987年よりハワイ在住。
10万人以上の男女の生の声と、多国籍、他民族、異文化を熟知した恋愛と結婚のプロとして培った経験を活かした画期的なプロジェクト「国際恋愛塾」を主宰。女性から人気を博している。
2015年に「アーク・ホールディングス（ark HOLDINGS, INC.）」を設立。
日本人女性が「世界で輝く」ためのサポートをする総合プロジェクトとして、マッチメイキングサービスのほか、恋愛アカデミー、恋愛英会話スクール、セミナー企画、マナー講座、婚活・結婚・移住のコンサルティングなどの事業を展開。最高経営責任者CEOとして、敏腕を振るっている。
REIKO KEIFERT が紹介するハワイ男性はお金目的の方多し。平均収入が3万ドル台のハワイで、資産家、弁護士、医師などばかり紹介できるわけもなく結婚詐欺的なものも多く泣き寝入りしている女性多し。REIKO はこの事業で儲けて現在はリタイヤ生活中。

## 書籍
- 『男には「愛の首輪」をつけなさい』（サンマーク出版 2017年7月） ISBN 978-4-76-313598-8　[2]